# Цурукава (станция)
Станция Цурукава (яп. 鶴川駅 цурукава эки) — железнодорожная станция на линии Одавара, расположенная в городе Кавасаки, префектуры Канагава. Станция расположена в 25,1 километра от конечной станции линии Одакю — Синдзюку. Станция была открыта 1-го апреля 1927 года.

## Планировка станции
3 пути, одна платформа островного типа и одна платформа бокового типа..
| 1   | ■ Линия Одавара | Матида ・ Хон-Ацуги ・ Одавара ・(Hakone Tozan Railway) Хаконэ-Юмото ・(Линия Эносима) Фудзисава ・ Катасэ-Эносима |
| 2,3 | ■ Линия Одавара | Кёдо ・ Симо-Китадзава ・ Синдзюку ・ (Линия Тиёда) Аясэ ・ Линия Дзёбан Торидэ                                    |

## Близлежащие станции
| «             |               | Линия                           |               | »                  |
| Линия Одавара | Линия Одавара | Линия Одавара                   | Линия Одавара | Линия Одавара      |
| ------------- | ------------- | ------------------------------- | ------------- | ------------------ |
| Какио         |               | Semi Express (準急)             |               | Тамагавагакуэн-маэ |
| Какио         |               | Section Semi Express (区間準急) |               | Тамагавагакуэн-маэ |
| Какио         |               | Local (各駅停車)                |               | Тамагавагакуэн-маэ |

## Окрестности станции
- Университет Вако
- Университет Кокусикан (Кампус Цурукава)

- Северный выход
- Южный выход
- Автобусный терминал
- Окрестности